# IBK Dalen
IBK Dalen ist ein schwedischer Unihockey-Verein aus Umeå, der in der ersten Schwedischen Unihockey-Liga spielt.
Seine Heimspiele trägt der Verein in der Gammlia-Halle aus.

## Geschichte
IBK Dalen entstand 1990 aus der Fusion der beiden Klubs Grubbe-Umedalen und Hissjö-Håkmark. Die Mannschaft startete in der Division 4 und schaffte in der Saison 96/97 den Aufstieg in die Eliteserie. Seitdem spielt sie ununterbrochen in der höchsten Spielklasse. Des Weiteren besitzt der Verein ein Damenteam, welches ebenfalls in der höchsten Spielklasse spielt und hat mit Hörnefors IF einen Partnerverein, der in der 2nd Division spielt.

## Erfolge
2002/2003 und 2004/2005 erreichte die Mannschaft den dritten Platz in der Meisterschaft.

## Ehemalige Spieler
- Matthias Hofbauer (* 1981), 2007 bis 2009
- Marc Dysli (* 1981), 2004 bis 2009
- Cédric Rüegsegger (* 1982), 2009 bis 2011
- Simon Flühmann (* 1988), 2016 bis 2017
- Michel Wöcke (* 1995), 2021 bis 2022